# 布伦丹·科尔
布伦丹·科尔（英語：Brendan Cole，1981年5月29日—），澳大利亚男子田径运动员。他曾代表澳大利亚参加2006年和2010年英联邦运动会田径比赛，获得一枚金牌。他也曾参加2012年夏季奥林匹克运动会。